# Leopold Arnsperger (Mediziner)
Leopold Arnsperger (* 17. Mai 1834 in Pforzheim; † 23. April 1906 in Karlsruhe) war Mediziner und Mitglied des Deutschen Reichstags.

## Leben
Arnsperger wurde 1834 in Pforzheim als Sohn des späteren Oberforstmeisters K. F. Arnsperger geboren. Er besuchte das Gymnasium in Karlsruhe, Bruchsal und Heidelberg und studierte von 1852 bis 1856 Medizin an der Universität Heidelberg. 1857 bestand er das Staatsexamen und wurde 1858 zum Doktor der Medizin promoviert. Von 1847 bis 1864 war er Assistenzarzt an der heil- und Pflegeanstalt in Pforzheim tätig, dann Amts- und Amtsgerichtsassistenzarzt und wurde 1877 Bezirksarzt in Pforzheim, seit 1881 mit dem Titel Medizinalrat. 1882 wurde er Medizinalreferent im badischen Ministerium des Innern und Bezirksarzt in Karlsruhe, 1887 Obermedizinalrat. 1889 wurde er aus gesundheitlichen Gründen mit dem Titel eines Geheimen Rats 3. Klasse pensioniert.
Von 1884 bis 1887 war er Mitglied des Deutschen Reichstags für den Wahlkreis Großherzogtum Baden 10 (Karlsruhe, Bruchsal) und die Nationalliberale Partei.